# Al-Mabarrah
al-Mabarrah (arabisch نادي المبرة, DMG Nādī al-Mabarra) ist ein Fußballverein aus Beirut im Libanon und wurde im Jahr 1987 gegründet. Der Verein spielte bis 2012 in der höchsten Liga des Landes, der Libanesischen Premier League. Seine Heimspiele trägt der Verein im Beirut Municipal Stadion aus. Der größte Erfolg des Vereins war der Gewinn des Libanesischen FA Cups 2008. Zum ersten Mal erreichte der Verein in dem Jahr das Endspiel. Gegen den Safa SC Beirut setzte er sich mit 2:1 durch. Der Pokalsieg ermöglichte es dem Verein, am AFC Cup 2009 teilzunehmen. Nach 4 Spieltagen in der Gruppenphase steht das Team auf Platz 2 der Tabelle und hat gute Aussichten, die nächste Runde zu erreichen. Die Meisterschaftssaisons 2008/09 und 2009/10 beendete der Verein auf Platz sechs. 2012 wurde der Verein elfter und stieg daraufhin ab.

## Vereinserfolge

### National
- Libanesischer FA Cup

Gewinner: 2008